# Список зарубежных поездок президента Лукашенко
В списке приводятся зарубежные поездки Александра Григорьевича Лукашенко в периоды, когда он занимает должность президента Беларуси.

## 1994
|   | Страна     | Город   | Дата                                        | Подробности |
| - | ---------- | ------- | ------------------------------------------- | --- |
| 1 | Россия     | Москва  | 3 августа 1994 года                         | Состоялись переговоры с президентом Российской Федерации Борисом Ельциным. Обсуждались 13 различных документов, основной из которых — договор о дружбе и добрососедстве. Затем белорусская делегация провела переговоры с главой правительства России Виктором Черномырдиным. Первый зарубежный визит после вступления в должность главы государства. |
| 2 | Россия     | Москва  | 21 октября 1994 года                        | Рабочий визит в Российскую Федерацию. В Москве Лукашенко принял участие в заседании Совета глав государств СНГ. Там же произошло подписание соглашения о создании Межгосударственного экономического комитета в качестве постоянно действующего органа Экономического союза и Соглашения о создании Платежного союза государств.                      |
| 3 | Узбекистан | Ташкент | 21 декабря 1994 года — 23 декабря 1994 года | Официальный визит в Узбекистан, встреча с Исламом Каримовым. Во время пребывания президента Белоруссии в Ташкенте была подписана Декларация о дальнейшем укреплении дружбы и сотрудничества. |

## 1995
|    | Страна  | Город           | Дата                                          | Подробности |
| -- | ------- | --------------- | --------------------------------------------- | --- |
| 4  | Китай   | Пекин           | 16 января 1995 года — 19 января 1995 года     | Официальный визит в Китай. После официальной церемонии встречи состоялись переговоры с Председателем КНР Цзян Цзэминем в узком кругу, затем — делегаций в расширенном составе. Их итогом стало подписание совместной декларации о дальнейшем развитии и углублении сотрудничества между Беларусью и Китаем. Состоялись встречи Лукашенко с председателем Постоянного комитета Всекитайского собрания народных представителей Цяо Ши, премьером Государственного совета КНР Ли Пэном и другими должностными лицами, он ознакомился с работой ряда объектов экономической инфраструктуры Китая. Президент Беларуси возложил венок к памятнику павшим народным героям. |
| 5  | Литва   | Вильнюс         | 6 февраля 1995 года — 7 февраля 1995 года     | Официальный визит в Литву. Состоялись переговоры с президентом Литвы Альгирдасом Бразаускасом. Лидеры стран подписали Договор о добрососедстве и сотрудничестве. Во время визита заключены и другие договоренности в различных сферах. |
| 6  | Бельгия | Брюссель        | 5 марта 1995 года — 7 марта 1995 года         | Официальный визит в штаб-квартиру Европейского союза и рабочий визит в Королевство Бельгия. Состоялся ряд встреч и переговоров, в том числе с руководством Европейского союза, королем Бельгии Альбертом II, премьер-министром Бельгии Жан-Люком Деаном. Подписано Соглашение о партнёрстве и сотрудничестве Беларуси с ЕС. Перед церемонией подписания Лукашенко выступил с речью на заседании совета на уровне министров иностранных дел в присутствии большого числа иностранных журналистов. Президент Беларуси также пообщался с депутатами Европарламента. |
| 7  | Дания   | Копенгаген      | 10 марта 1995 года — 12 марта 1995 года       | Визит в Данию. В столице страны Копенгагене 6—12 марта проходила Всемирная встреча на высшем уровне в интересах социального развития. В ней принял участие и выступил с речью Президент Беларуси. Сразу после выступления Лукашенко генеральный секретарь ООН Бутрос Гали инициировал встречу с белорусским лидером, которая вскоре состоялась. Кроме того, на полях саммита прошли другие встречи Президента Беларуси с руководством зарубежных стран, в том числе Нидерландов, Чехии, Украины, России, Китая, Узбекистана. |
| 8  | Россия  | Прохоровка      | 3 мая 1995 года                               | Рабочий визит в Российскую Федерацию. Президент Беларуси принял участие в мероприятиях по увековечению памяти советских воинов, сражавшихся на Курской дуге. Событие было приурочено к 50-летию Победы в Великой Отечественной войне. |
| 9  | Россия  | Санкт-Петербург | 19 июня 1995 года — 20 июня 1995 года         | Рабочий визит в Российскую Федерацию. Президент Беларуси посетил Санкт-Петербург, где прошли его переговоры с мэром Анатолием Собчаком. Подписано соглашение о торгово-экономическом сотрудничестве. В Мариинском дворце состоялась встреча Лукашенко с представителями промышленности и торговли города. |
| 10 | Молдова | Кишинёв         | 11 сентября 1995 года — 13 сентября 1995 года | Официальный визит в Молдавию. В Кишиневе прошли переговоры с президентом Молдавии Мирчей Снегуром, встречи с руководством правительства и парламента этой страны, подписан ряд двусторонних документов. Состоялось открытие здания белорусского посольства. Главы государств и члены официальных делегаций посетили НПО «Порумбень» — научно-исследовательский институт кукурузы и сорго, побывали на опытных полях этого института. |
| 11 | США     | Нью-Йорк        | 22 октября 1995 года                          | Выступил с речью на торжественном заседании Генеральной ассамблеи ООН, посвященном 50-й годовщине Организации Объединённых Наций. Во время пребывания в Нью-Йорке состоялись встречи и переговоры Президента Беларуси с зарубежными лидерами, в том числе с премьер-министром Израиля Ицхаком Рабином, президентом Португалии Мариу Суарешем, президентом Казахстана Нурсултаном Назарбаевым, президентом Украины Леонидом Кучмой. Также состоялась встреча Лукашенко с американскими деловыми кругами. |

## 1996
|    | Страна | Город  | Дата                                        | Подробности |
| -- | ------ | ------ | ------------------------------------------- | --- |
| 12 | Россия | Москва | 27 февраля 1996 года — 28 февраля 1996 года | Официальный визит в Российскую Федерацию, который начался с церемонии встречи в Георгиевском зале Кремлевского дворца. Затем Лукашенко и Ельцин удалились на переговоры, по итогам которых был подписан ряд соглашений, главное из которых — об урегулировании взаимных финансовых претензий. Белорусская делегация во главе с президентом Белоруссии также встретилась с российским премьер-министром Виктором Черномырдиным. Состоялась беседа Лукашенко с председателем Совета Федерации Егором Строевым. Во время визита президент Белоруссии посетил Московский государственный университет, где пообщался с преподавателями и студентами. Прошла встреча президента и с представителями белорусского землячества. Кроме того, Лукашенко возложил венок к могиле Неизвестного солдата в Александровском саду. |
| 13 | Россия | Тюмень | 1 марта 1996 года                           | Визит в Тюменскую область Российской Федерации. Главной целью поездки в Западную Сибирь было обсуждение текущих и перспективных вопросов сотрудничества с российскими нефтяными компаниями. |

## 1997
|    | Страна           | Город                 | Дата                                          | Подробности | Фото |
| -- | ---------------- | --------------------- | --------------------------------------------- | --- | ---- |
| 14 | Россия           | Москва                | 1 апреля 1997 года — 2 апреля 1997 года       | Рабочий визит в Москву. Состоялась встреча Лукашенко с президентом России Борисом Ельциным, прошло заседание Высшего совета сообщества Беларуси и России, на котором обсуждалось создание Союза двух государств. 2 апреля президенты обеих стран подписали Договор о Союзе Белоруссии и России, парафировали Устав союза, а также подписали меморандум о взаимопонимании по вопросу о доработке и принятии Устава. «Главное назначение союза — улучшение жизни наших граждан», — заявил Президент Беларуси после подписания документов. |      |
| 15 | Республика Корея | Сеул                  | 21 апреля 1997 года — 23 апреля 1997 года     | Визит в Республику Корея. В Сеуле состоялась встреча глав двух государств, по итогам которой Лукашенко и Ким Ён Сам подписали совместное заявление. В документе отмечалось, что встреча ознаменовала начало нового этапа дружбы и сотрудничества между странами. Достигнута договоренность об открытии посольства Белоруссии в Корее. Президент Беларуси также провел ряд встреч с представителями деловых кругов, обсудив возможности организации совместной экономической деятельности, активизации торговых отношений и привлечения иностранных инвестиций. Лукашенко посетил предприятия «Samsung Electronics», «Daewoo», «Hyundai». |      |
| 16 | Вьетнам          | Ханой                 | 23 апреля 1997 года — 26 апреля 1997 года     | Официальный визит во Вьетнам. В Ханое состоялась встреча глав двух государств, по итогам которой Лукашенко и Ле Дык Ань подписали договор о дружественных отношениях и сотрудничестве между странами. Президент Белоруссии посетил компанию — официального дилера Минского тракторного завода, где встретился с представителями деловых кругов Вьетнама. Одним из итогов визита также стало достижение договоренности об открытии посольства Беларуси во Вьетнаме. |      |
| 17 | Украина          | Киев                  | 12 мая 1997 года — 13 мая 1997 года           | Официальный визит в Украину. В Мариинском дворце состоялась встреча президентов двух стран в формате «один на один», а затем — в расширенном составе с участием членов делегаций. Итогом переговоров стало подписание пакета двусторонних документов, важнейший из которых — Договор о государственной границе. Лукашенко посетил Академию наук Украины, пообщался с представителями белорусской диаспоры. Президент Беларуси также возложил венки к могиле Неизвестного солдата в Парке Славы. |      |
| 18 | Индия            | Дели Калькутта Мумбаи | 25 сентября 1997 года — 28 сентября 1997 года | Официальный визит в Индию. Визит начался с посещения промышленного центра страны города Калькутта. Президент Беларуси провел встречи с руководством штата Западная Бенгалия, обсудив возможности сотрудничества в различных сферах, а также посетил могилу Матери Терезы. Во время пребывания в Мумбаи Лукашенко встретился с представителями банковских и деловых кругов, руководством штата Махараштра, ознакомился с деятельностью некоторых индийских производственных компаний. В столицу Индии Дели президент Беларуси прибыл 27 сентября. Лукашенко встречали президент Кочерил Раман Нараянан, премьер-министр Индер Кумар Гуджрал и другие руководители этой страны, с которыми в этот день состоялись переговоры. По их итогам был подписан пакет двусторонних документов. Президент Беларуси также посетил мемориальный комплекс Махатмы Ганди, где возложил венок. |      |

## 1998
|    | Страна    | Город                | Дата                                      | Подробности |
| -- | --------- | -------------------- | ----------------------------------------- | --- |
| 19 | Югославия | Белград              | 28 января 1998 года — 30 января 1998 года | Официальный визит в Югославию. Развитие двустороннего политического и экономического сотрудничества обсуждалось на переговорах президента Белоруссии и президента Югославии Слободана Милошевича, руководством югославского правительства и парламента. По итогам визита принято белорусско-югославское заявление. Члены белорусской делегации также подписали несколько межправительственных соглашений. |
| 20 | Иран      | Тегеран Киш          | 6 марта 1998 года — 9 марта 1998 года     | Визит в Иран. В состав белорусской делегации вошли руководство парламента, члены правительства, а также представители ведущих промышленных предприятий. Лукашенко провёл в Тегеране переговоры с президентом Сейедом Мохаммадом Хатами, встретился с духовным лидером Ирана Али Хаменеи, а также с иранскими деловыми кругами. Президент Белоруссии посетил остров Киш в Персидском заливе, где расположена свободная экономическая зона. Итогом визита стало подписание двусторонних документов. |
| 21 | Сирия     | Дамаск               | 9 марта 1998 года — 11 марта 1998 года    | Официальный визит в Сирию. В аэропорту Дамаска Лукашенко встретил лично президент Сирии Хафез Асад. Переговоры двух лидеров прошли во Дворце народа с глазу на глаз. Параллельно встречи с сирийскими коллегами провели руководители белорусского парламента, правительства и ряда министерств. 10 марта Александр Лукашенко встретился с премьер-министром Сирии, затем состоялись его переговоры с Хафезом Асадом в расширенном составе с участием членов делегаций. Завершился визит президента Белоруссии подписанием совместного заявления и пакета межправительственных соглашений.                                                          |
| 22 | Германия  | Ганновер Зальцгиттер | 22 апреля 1998 года                       | Рабочий визит в Федеративную Республику Германия. Визит начался с посещения города Зальцгиттер, где расположено одно из предприятий автомобильного концерна MAN. Лукашенко провёл переговоры с руководством концерна, затем ознакомился с выпуском на предприятии большегрузных автомобилей. В этот же день президент Белоруссии встретился с премьер-министром земли Нижняя Саксония и представителями деловых кругов Германии, ознакомился с белорусской экспозицией и новейшими достижениями науки и техники, представленными на Ганноверской ярмарке. Во время визита Луашенко также дал интервью германскому еженедельнику «Welt am Sonntag». |
| 23 | Египет    | Каир                 | 15 июня 1998 года — 16 июня 1998 года     | Официальный визит в Египет. Перед вылетом в Каир президент Белоруссии, общаясь с журналистами, подчеркнул, что Белоруссия в первую очередь планирует развивать экономическое сотрудничество с Египтом, а также укрепить контакты в сферах образования и культуры. В египетской столице Лукашенко провёл переговоры с президентом Египта Хосни Мубараком, руководством правительства и парламента, представителями деловых кругов Египта. По итогам визита был подписан ряд двусторонних соглашений. Завершилось пребывание белорусской делегации в Египте пресс-конференцией, которую Лукашенко провёл в Каире перед вылетом в Минск.              |

## 1999
|    | Страна    | Город                   | Дата                                        | Подробности |
| -- | --------- | ----------------------- | ------------------------------------------- | --- |
| 24 | Югославия | Белград                 | 14 апреля 1999 года                         | Президент Беларуси Александр Лукашенко 14 апреля 1999 года совершил визит в Югославию, которая подвергается постоянным бомбежкам со стороны сил НАТО. Альянс так и не гарантировал безопасность полета Главы государства в Югославию. Более того, абсолютно пренебрег и тем обстоятельством, что руководитель другой страны находится в Белграде, осуществив авианалеты. Дважды во время переговоров с Президентом Слободаном Милошевичем звучали сирены, оповещая жителей города о том, что воздушные силы Альянса пересекли рубеж страны. Ещё накануне вылета в Белград Александр Лукашенко заявил, что он отправляется на встречу с Президентом Слободаном Милошевичем с надеждой решить хотя бы часть проблем и приблизить развязку югославского кризиса. "У меня добрые отношения с Милошевичем, и я рассчитываю, что буду лучше услышан им, чем кто-либо другой", - заявил Президент перед вылетом. Это же он подтвердил и по прилете в столицу Югославии. "Я рад, что приехал сюда в трудное время. Если мы хоть на миллиметр приблизимся к миру, то будем очень довольны", - заявил Александр Лукашенко журналистам, встречавшим его у трапа самолёта. Переговорный процесс глав государств вышел за рамки ранее намеченного времени. Как заявил Александр Лукашенко, это был очень длительный и очень серьёзный разговор с анализом всего комплекса вопросов. В том числе, касающихся двусторонних отношений и проблем, которые связаны с войной, происходящей на югославской земле. Президент отметил тот факт, что желание белорусской стороны в мирном разрешении конфликта на Балканах совпадает с желанием Слободана Милошевича и чаяниями югославского народа. Самый главный итог встречи, по словам белорусского лидера, заключается в том, что Президент Слободан Милошевич и народ Югославии, вырабатывая компромисс по разрешению кризиса, определили рубеж, за который они никогда не отступят. Он подчеркнул, что это в своих дальнейших действиях должны иметь в виду не только Беларусь и Россия, но и другие государства, в том числе входящие в НАТО. "Эта позиция окончательна и никаких отступлений от нее не будет", - отметил Президент. А заключается она в следующем: Югославия готова к тому, чтобы ввести на территорию Косово гражданских наблюдателей Организации Объединённых Наций или представителей других государств. Но именно гражданских. Не военных, не полицейских и не полувоенных формирований. Кроме того, они должны быть не из государств, задействованных в агрессии против страны. Югославский лидер также хочет вернуть в свои дома беженцев независимо от того, какой они национальности или вероисповедания. Выступая перед журналистами после окончания переговоров, белорусский Президент отметил, что такая позиция нам импонирует - "это та политика, которую мы проводим в Беларуси, признавая, что все люди любой национальности и вероисповедания равны". Косово - земля Югославии. И, уверен белорусский Президент, югославы ни под каким давлением эту землю не отдадут. Целостность страны без какого-либо дробления или раздела также является одной из составляющих принципиальной позиции югославского руководства. И наконец, Президент Слободан Милошевич считает, что косовары и сербы сами должны решить все проблемы. Сейчас появилось очень много миротворцев, которые пытаются привнести что-то новое в процесс урегулирования конфликта. Руководство Югославии заявило, что оно готово на компромиссы. Готово на то, чтобы в стране были наблюдатели, но только гражданские. Их безопасность они гарантируют. Югославы также готовы сокращать свои вооруженные формирования. Правда, настолько, насколько от границы страны, в частности, из Албании и Македонии, будут отведены натовские войска. "Исходя из вышесказанного нам и следует определиться, с кем мы, как нам строить свою политику", - отметил Александр Лукашенко. Причем, подчеркнул Президент, сделать это нужно не только России и Беларуси, но и странам, которые сегодня так или иначе осуждают агрессию НАТО. Большая часть переговоров двух президентов была посвящена давно муссирующемуся в средствах массовой информации вопросу присоединения Югославии к Союзу Беларуси и России. Но именно эти переговоры положили начало возможности вести диалог по данному вопросу официально. Слободан Милошевич вручил Председателю Высшего Совета союза двух стран Александру Лукашенко специальные послания к президентам Беларуси и России. В них он сообщает о принятом Скупщиной Югославии решении о вступлении в Союз и просит рассмотреть этот вопрос в ближайшее время. Как заявил Глава белорусского государства уже по прилете в Минск, данный вопрос будет внесён в повестку дня очередного заседания Высшего Совета Союза Беларуси и России. Александр Лукашенко также намерен способствовать тому, чтобы его начало рассматривать Парламентское собрание Союза. Он также отметил, что Слободан Милошевич, делая шаг в Союз, не пытается втянуть государства в вооруженный конфликт и понимает, что этот непростой процесс требует определённого времени. Вместе с тем Александр Лукашенко сказал, что он будет стараться сделать все для того, чтобы не затягивать решение данного вопроса. "Но мы должны его решить абсолютно чисто в процессуальном отношении и в содержательном порядке", - заявил он. Ещё одну тему переговоров в Белграде определили экономические проблемы, решение которых может быть реализовано в рамках гуманитарной помощи. По словам Александра Лукашенко, это касается прежде всего поддержки сельского хозяйства и населения страны. Кроме того, Президент и сопровождающие его лица посетили два объекта, которые подверглись натовским бомбардировкам: полностью разрушенный лабораторно-учебный комплекс при МВД Югославии и военно-медицинскую академию, потерпевшую частичные разрушения. Какую угрозу могли нести натовским войскам эти здания? Никакой. Президент назвал варварством уничтожение одного из красивейших городов Европы. А разрушение медицинского учреждения - вообще не поддающимся логике. Глава государства посетил больничные палаты. В них, кстати, лечатся не только сербы, но и албанцы. Во время взрыва, который произошёл недалеко от академии, в её здании были выбиты стекла, сорвана крыша. Некоторые больные получили по второму инфаркту. А что говорить о детях, которые перенесли по несколько операций и опять оказались лицом к лицу со смертью? Подводя итоги своего пребывания в Белграде, Александр Лукашенко сказал, что это были тяжелые часы для всех членов делегации. Когда своими глазами видишь, что такое война, как от неё страдают простые граждане, понимаешь, как нужно дорожить миром. Президент сделал несколько собственных выводов, с которыми он поделился с журналистами. Во-первых, отметил он, война на Балканах - это не только война против Югославии. Он убежден, что югославы защищают не только свою землю. Во-вторых, Президент заявил, что натовские силы их не сломают. И в-третьих, НАТО нужно как можно скорее заканчивать эту войну. |
| 25 | Россия    | Калининградская область | 14 октября 1999 года — 15 октября 1999 года | Президент Беларуси Александр Лукашенко 14-15 октября 1999 года совершил визит в Калининградскую область Российской Федерации. Глава государства провел переговоры с руководством региона, были обсуждены перспективы развития сотрудничества в различных сферах, подписано соответствующее межправительственное соглашение. Состоялась встреча Александра Лукашенко с представителями деловых кругов и общественности Калининградской области. Второй день визита начался с посещения Александром Лукашенко военно-морской базы Балтийского флота. Глава государства осмотрел кают-компании флагманского корабля "Беспокойный", акваторию гавани, места дислокации судов Балтийского флота. Затем Президент побывал у памятника Петру I, где посадил дерево, встретился с общественностью города Балтийска. Александр Лукашенко также посетил торговый порт Калининграда, встретился с его руководством и работниками. |
| 26 | Россия    | Москва                  | 26 октября 1999 года — 27 октября 1999 года | Президент Беларуси Александр Лукашенко 26-27 октября совершил рабочий визит в Российскую Федерацию. В общении с журналистами по прибытии в Москву Глава государства заявил о намерении обсудить с Президентом Российской Федерации Борисом Ельциным не только тематику Договора о создании Союзного государства, но и ряд проблемных вопросов, которые требовали рассмотрения в конфиденциальном режиме. "Каждый день возникает очень много проблем. И вы знаете, что любая попытка интеграции с Россией наталкивается на яростное противодействие, прежде всего США и Запада. Поэтому мы должны скоординировать свои действия и накануне саммита ОБСЕ. Проблем очень много, которые мы обсудим", - сказал Президент. Встреча с Борисом Ельциным состоялась 26 октября в Кремле. Лидеры двух стран обсудили ситуацию вокруг проекта Союзного договора, согласовали многие вопросы, касающиеся двусторонних белорусско-российских отношений, а также внешнеполитические аспекты сотрудничества. Александр Лукашенко также принял участие в заседании Межгосударственного совета стран-участниц Таможенного союза - Беларуси, России, Казахстана, Кыргызстана и Таджикистана. Мероприятие прошло слаженно, стороны приняли важные решения на благо укрепления интеграционного процесса в рамках "пятерки". Лидеры также скоординировали свои позиции перед саммитом в Стамбуле глав государств ОБСЕ. На следующий день, 27 октября, Александр Лукашенко выступил в Государственной Думе Российской Федерации. Вместо запланированных 45 минут оно продолжалось полтора часа. И, судя по аплодисментам, раздававшимся в зале неоднократно, рассуждения Главы белорусского государства о тенденциях во внутренней и внешней политике России, о перспективах Союза двух стран, о методах и формах политической власти, нашли положительный отклик у российских депутатов. Это был открытый прямой анализ ситуации Беларуси и России. Президент рассказал о том, как развивается республика в экономической, политической и социальной сферах, что сделано белорусским народом за последние пять лет и как непросто было это сделать после развала СССР, повлекшего разрыв экономических связей, разрушение промышленности, сельского хозяйства, нарушение политического баланса в мире, сфер влияния. Александр Лукашенко подробно остановился на идеологической "расшифровке" ярых критиков Союза. Действуя по указке Запада и США, отметил он, российские оппозиционеры не хотят вместе со своими "покровителями" создания сильного государства, способного стать преемником всего лучшего, что было в Советском Союзе, вновь приобрести утраченный имидж великой страны. Ради повышения благосостояния белорусов и россиян необходимо и создание Союза двух, отметил Александр Лукашенко. Процесс единения Беларуси и России необратим, так как объединиться хотят прежде всего народы. Президенты и парламенты двух стран должны только выполнить волю людей, подчеркнул Глава белорусского государства. Александр Лукашенко поблагодарил депутатов Госдумы за их постоянную поддержку дела единения народов двух стран. Он сообщил также, что после состоявшейся 26 октября встречи президентов Беларуси и России, ещё раз убедился в приверженности Бориса Ельцина процессу единения. Причем, глава российского государства, по словам Александра Лукашенко, готов к более радикальным шагам в этом направлении, но его останавливают действия отдельных представителей российской политической элиты, мешающих созданию Союза. Президент Беларуси пояснил почему был противником опубликованного недавно проекта Союзного договора. Не совсем устраивает его этот документ потому, что представляет собой "не шаг к союзу, а лишь полшага". Но Президент считает, что лучше сделать эти полшага, чем совсем ничего не делать. Во всяком случае, проект открывает большие возможности для более активных интеграционных действий во всех направлениях. Остановился Александр Лукашенко и на теме соблюдения в стране прав человека. Он подчеркнул, что в Беларуси под соблюдением прав человека понимается в первую очередь соблюдение права на получение образования, жилья, работы, обязанности и ответственности властей в создании условий для достойной и нормальной жизни людей. В своем искреннем и откровенном выступлении Александр Лукашенко осветил ещё многие другие актуальные вопросы, касающиеся будущего Союза, внутренней и внешней политики Беларуси и России. Но главное, что неоднократно подчеркивал Президент, белорусы и россияне - единый народ, им суждено жить вместе. После выступления в Госдуме Президент Беларуси ответил на вопросы журналистов. Он заметил, что некоторые его, возможно, резкие суждения о России и её политиках, не должны восприниматься негативно, так как он искренне переживает за столь близкую союзницу Беларуси и потому был откровенен с депутатами. Затем Александр Лукашенко принял участие в программе НТВ "Герой дня" и выступил в прямом эфире на радиостанции "Маяк". "У Союзного государства должны быть сильные структуры управления - без этого мы не достигнем того, что ждут от нас народы России и Беларуси", - заявил Глава государства в прямом эфире радиостанции. По его словам, на время переходного периода - на один или два года - можно было бы пойти на то, чтобы один из президентов Беларуси и России стал и президентом Союзного государства, а другой - вице-президентом. При этом Александр Лукашенко подчеркнул, что предложил возглавить Союзное государство российскому руководителю. А по завершении переходного периода должно состояться всенародное избрание главы Союзного государства, пояснил Президент Беларуси. Александр Лукашенко отметил также, что после завершения всенародного обсуждения проекта Договора о создании Союзного государства президенты двух стран встретятся для окончательного согласования всех вопросов. По его словам, договоренность об этом была достигнута в ходе состоявшейся накануне его встречи с Борисом Ельциным. "Мы договорились, что после обсуждения мы встретимся, - сказал Александр Лукашенко. - И те предложения, которые будут наработаны, вместе согласуем, доработаем и, если найдем компромиссы по тем или иным предложениям, то сможем откорректировать Договор или внести добавления в тот проект Договора, который сейчас обсуждается". В этот же день состоялась незапланированная ранее встреча Александра Лукашенко с мэром Москвы Юрием Лужковым. Стороны обсудили перспективы экономического сотрудничества Москвы и Беларуси на будущий год, обменялись мнениями по многим вопросам, касающимся ситуации в двух странах. |
| 27 | Казахстан | Астана                  | 3 ноября 1999 года — 4 ноября 1999 года     | Президент Беларуси Александр Лукашенко 3-4 ноября 1999 года совершил официальный визит в Республику Казахстан. Из аэропорта президентский кортеж отправился на экскурсию по городу. Одним из объектов, который посетила белорусская делегация, стал Технопарк Астаны. На следующий день прошли переговоры с Президентом Казахстана Нурсултаном Назарбаевым. Основным событием визита стало подписание договора о долгосрочном экономическом сотрудничестве. В центре внимания лидеров двух стран были и темы промышленной кооперации, развития взаимодействия по другим направлениям. Александр Лукашенко также посетил Республиканскую школу "Жас улан" и выступил в Евразийском университете имени Льва Гумилева. |
| 28 | Турция    | Стамбул                 | 17 ноября 1999 года — 19 ноября 1999 года   | Президент Беларуси Александр Лукашенко 17-19 ноября 1999 года совершил рабочий визит в турецкий Стамбул, где принял участие в саммите Организации по безопасности и сотрудничеству в Европе. Белорусская делегация приняла активное участие в обсуждении основного документа форума - Хартии европейской безопасности. В результате внесенных белорусской стороной предложений удалось закрепить положения хартии об экономическом и экологическом измерениях безопасности. На полях саммита также состоялись двусторонние встречи и переговоры Главы государства с зарубежными лидерами. |
| 29 | Украина   | Киев                    | 30 ноября 1999 года                         | Президент Беларуси Александр Лукашенко 30 ноября 1999 года совершил рабочий визит в Украину, где принял участие в торжественных мероприятиях, посвященных инаугурации Президента этой страны Леонида Кучмы. Мероприятие прошло в Национальном дворце "Украина". Затем программа предусматривала посещение Национального заповедника "София Киевская". Визит Главы белорусского государства в Киев завершился его встречей с Леонидом Кучмой. |

## 2000
|    | Страна                  | Город                                     | Дата                                        | Подробности |
| -- | ----------------------- | ----------------------------------------- | ------------------------------------------- | --- |
| 30 | Израиль · — · Палестина | Ашдод — Вифлеем — Иерусалим               | 4 января 2000 года — 7 января 2000 года     | Президент Беларуси Александр Лукашенко 4-7 января 2000 года совершил визит в Государство Израиль и Палестинскую Национальную Автономию. Главной целью поездки стало участие Александра Лукашенко в торжествах, посвященных 2000-летию христианства. Президент Беларуси также провел встречи с руководителями ряда государств, посетил памятные места, встретился с ветеранами Великой Отечественной войны - выходцами из Беларуси. Александр Лукашенко принял участие в церемонии открытия международного центра культурно-деловых связей "Израиль-Беларусь" в городе Ашдод. В Вифлееме Президент Беларуси 7 января принял участие в праздничной литургии, которая состоялась в Храме Рождества Христова, возведенном на месте рождения Спасителя. Одним из важных событий визита стала церемония награждения глав церквей и глав государств высшей наградой Иерусалимской Патриархии - орденом Святого Гроба Господня. Принимая эту награду в Иерусалиме, Президент подчеркнул, что руководство Беларуси будет и далее делать все, чтобы мир и согласие царили на земле. Вернувшись в Минск, во время праздничного богослужения в Свято-Духовом кафедральном соборе Александр Лукашенко передал свой орден всему белорусскому народу. |
| 31 | ОАЭ                     | Абу-Даби                                  | 25 марта 2000 года — 29 марта 2000 года     | Президент Беларуси Александр Лукашенко 25-29 марта 2000 года совершил официальный визит в Объединённые Арабские Эмираты. Развитие двусторонних отношений в различных сферах Глава государства обсудил с Президентом ОАЭ шейхом Заидом бен Султаном аль-Нахайяном. Кроме того, Александр Лукашенко провел встречи с руководством Правительства, министром финансов и промышленности, наследным принцем Абу-Даби. По итогам переговоров стороны подписали пакет документов. |
| 32 | Таджикистан             | Душанбе — Дангаринский район — Турсунзаде | 4 апреля 2000 года — 5 апреля 2000 года     | Расширение сотрудничества между Беларусью и Таджикистаном обсуждалось во время официального визита Главы белорусского государства Александра Лукашенко в Душанбе 4-5 апреля 2000 года. Лидеры двух стран провели переговоры, а затем приняли участие в заседании правительственных делегаций. Президенты подписали Договор о дружбе и сотрудничестве - основополагающий документ, которые составляет основу двусторонних отношений. Кроме того, заключен пакет документов о сотрудничестве в различных сферах. Во время визита Александр Лукашенко побывал на родине Президента Таджикистана Эмомали Рахмона в Дангаринском районе, посетил алюминиевый завод в Турсунзаде. В поездке его сопровождал таджикский лидер. |
| 33 | Россия                  | Прохоровка                                | 3 мая 2000 года                             | Президент Беларуси Александр Лукашенко 3 мая 2000 года посетил Белгородскую область. Глава государства вместе с избранным Президентом России Владимиром Путиным, Президентом Украины Леонидом Кучмой и Патриархом Московским и Всея Руси Алексием II на знаменитом Прохоровском поле принял участие в торжествах, посвященных 55-летию Победы в Великой Отечественной войне и пятой годовщине открытия государственного военно-исторического музея-заповедника "Прохоровское поле". На Прохоровском поле состоялось самое крупное в истории войн танковое сражение, в котором одновременно принимало участие до 1200 танков и самоходных орудий. Гитлеровцы бросили в бой лучшие танковые соединения, однако потерпели полный крах. Дорого заплатили за победу в сражении и советские войска. А больше всего полегло под Прохоровкой россиян, белорусов и украинцев. В память о великом сражении на поле ратной славы в 1995 году был сооружен мемориальный комплекс с храмом святых апостолов Петра и Павла и величественной звонницей. Кстати, тогда в его открытии Александр Лукашенко также принимал участие. В этот раз состоялось открытие памятника "Воинам, павшим на Прохоровском поле". Его освятил Патриарх Московский и Всея Руси Алексий II, а президенты возложили к подножию цветы. Предстоятель Русской православной церкви в присутствии Александра Лукашенко, Владимира Путина и Леонида Кучмы отслужил в храме пасхальный молебен. Руководители государств приняли участие в церемонии открытия часовни Единения трех братских славянских народов, которая воздвигнута на территории храма. Состоялось также освящение колокола Единения, на котором начертаны слова преподобного Сергия Радонежского: "Любовию и единством спасемся". На нем также изображена троица как символ единения, а также лики просветителя Руси князя Владимира, Сергия Радонежского и преподобной Евфросинии Полоцкой. На нижнем поясе колокола на церковнославянском языке написано: "Сей Колокол освящен 3 мая 2000 года Святейшим Патриархом Московским и всея Руси Алексием II в присутствии президентов братских славянских государств - России, Украины и Беларуси". "Гордость за наш народ, ответственность за его будущее собрали нас на священном месте воинской славы", - подчеркнул Александр Лукашенко в своем выступлении на мероприятии. Лучшей данью памяти героев, считает Патриарх Алексий, станет крепнущее единство украинцев, белорусов и русских. "Мы живем в независимых государствах, но это не может и не должно мешать духовной общности Святой Руси, вышедшей из киевской купели", - подчеркнул он. Патриарх выразил уверенность, что колокол будет "благовествовать мир и правду". Подойдя к освященному колоколу, Алексий II трижды ударил в него. Затем Александр Лукашенко, Владимир Путин и Леонид Кучма в знак единения России, Беларуси и Украины вместе ударили в "Колокол единения славянских народов". Владимир Путин, Александр Лукашенко и Леонид Кучма в течение дня общались с фронтовиками, среди которых были и представители Беларуси - герои Советского Союза артиллерист Александр Барданов, летчик Михаил Шатило и председатель Республиканского совета Белорусского общественного объединения ветеранов генерал-полковник Анатолий Иванов, входившие в состав белорусской делегации. Бывшие воины не преминули угостить президентов традиционными стопкой водки и солдатской кашей. Руководители трех государств ознакомились также с музеем военной техники под открытым небом. В конце дня Александр Лукашенко, Владимир Путин и Леонид Кучма провели деловые переговоры. Они также побеседовали с журналистами и высказались в пользу единения и дальнейшей интеграции трех славянских государств. |
| 34 | Куба                    | Гавана                                    | 3 сентября 2000 года — 5 сентября 2000 года | Президент Беларуси Александр Лукашенко 3-5 сентября 2000 года совершил официальный визит в Республику Куба. Прибыв в Гавану, Глава государства дал интервью журналистам, в котором отметил, что главная цель визита заключается в том, "чтобы Куба не чувствовала, что она от нас далеко". Александр Лукашенко провел переговоры с Председателем Государственного совета и Совета Министров Кубы Фиделем Кастро, заместителем Председателя Государственного совета, секретарем исполнительного комитета Совета Министров Карлосом Лахе. Стороны обсудили развитие двустороннего сотрудничества в политической, торгово-экономической и других областях. Состоялись встречи Президента Беларуси и с другими официальными лицами. Подписан Договор о дружбе и сотрудничестве, Соглашение о торгово-экономическом сотрудничестве. Во время визита Александра Лукашенко в Гаване торжественно открылось посольство Беларуси. За выдающиеся заслуги в укреплении дружбы с кубинским народом и солидарность с ним Фидель Кастро вручил Главе белорусского государства высшую награду Кубы - орден Хосе Марти. |
| 35 | Ливия                   | Триполи                                   | 31 октября 2000 года — 1 ноября 2000 года   | Президент Беларуси Александр Лукашенко 31 октября - 1 ноября 2000 года посетил с первым официальным визитом Ливию. Глава государства провел переговоры с лидером этой страны Муаммаром Каддафи, встретился с Председателем Высшего совета обороны Абу Бакром Юнесом Джабером. Одновременно в Триполи прошли двусторонние встречи членов белорусской делегации с руководителями различных министерств и ведомств Ливии. Во время визита Президент пообщался с представителями средств массовой информации. |

## 2001
|    | Страна  | Город              | Дата                                        | Подробности |
| -- | ------- | ------------------ | ------------------------------------------- | --- |
| 36 | Катар   | Доха               | 17 февраля 2001 года — 19 февраля 2001 года | Президент Беларуси Александр Лукашенко 17-19 февраля 2001 года совершил официальный визит в Государство Катар. Президента Беларуси у трапа самолёта приветствовал эмир страны шейх Хамад бен Халифа аль-Тани. Встреча лидеров двух стран состоялась в тот же день в столице Катара - городе Доха. По её итогам подписаны межправительственные соглашения, которые составили юридическую базу для сотрудничества с Катаром, с которым Беларусь ранее не имела ни политических, ни торгово-экономических взаимоотношений. Второй день пребывания Президента в Катаре начался со встречи с Премьер-министром шейхом Абдаллой бен Халифой аль-Тани, а также с представителями торгово-промышленной палаты. Глава государства посетил промышленную зону Рас Лаффан, расположенную на месте одного из крупнейших в мире месторождений природного газа. |
| 37 | Китай   | Пекин              | 22 апреля 2001 года — 24 апреля 2001 года   | Президент Беларуси Александр Лукашенко 22-24 апреля 2001 года посетил Китайскую Народную Республику с государственным визитом. Состоялись встречи Главы государства с Председателем КНР Цзян Цзэминем, Председателем Постоянного комитета Всекитайского народного собрания Ли Пэном, Премьером Государственного совета Чжу Жунцзи, мэром Пекина Лю Ци, другими официальными лицами. Во время визита подписаны 7 документов, важнейший из которых - совместная декларация Республики Беларусь и Китайской Народной Республики, определяющая приоритеты двусторонних отношений на перспективу. Лидеры двух стран констатировали отсутствие разногласий по основным международным вопросам. Александр Лукашенко подчеркнул, что Беларусь и Китай выступают за многополярность мира, невмешательство во внутренние дела других стран. Кроме того, Глава государства посетил художественную галерею в китайской столице, в которой в рамках Дней белорусской культуры в Китае проходила большая выставка произведений белорусских художников.                                                               |
| 38 | Армения | Ереван — Эчмиадзин | 24 мая 2001 года — 27 мая 2001 года         | Первый официальный визит Президента Беларуси Александра Лукашенко в Армению состоялся 26-27 мая 2001 года. Однако в Ереван Глава государства прибыл заранее, чтобы 24 мая принять участие в неформальной встрече лидеров Беларуси, России, Армении, Казахстана, Кыргызстана и Таджикистана, а 25 мая - участвовать в сессии Совета коллективной безопасности стран - участниц Договора о коллективной безопасности. На заседании Александр Лукашенко высказался по вопросам военно-политической интеграции стран - участниц договора. В ходе официального визита состоялись переговоры с Президентом Армении Робертом Кочаряном. Подписан ряд важных документов, в том числе Договор о дружбе и сотрудничестве. Президент Беларуси встретился также с Премьер-министром Андраником Маргаряном, Председателем Национального собрания Арменом Хачатряном. В центре внимания были различные аспекты торгово-экономического взаимодействия. Кроме того, Глава государства ознакомился с культурными достопримечательностями Еревана, побывал в городе Эчмиадзин - историческом религиозном центре Армении. |